# Selçuk Şahin
Selçuk Şahin (Tunceli, 31 gennaio 1981) è un allenatore di calcio ed ex calciatore turco, di ruolo centrocampista, vice commissario tecnico della nazionale turca.

## Statistiche

### Presenze e reti nei club
Statistiche aggiornate all'11 marzo 2018.
| Stagione              | Squadra               | Campionato            | Campionato | Campionato | Coppe nazionali | Coppe nazionali | Coppe nazionali | Coppe continentali | Coppe continentali | Coppe continentali | Altre coppe | Altre coppe | Altre coppe | Totale | Totale |
| Stagione              | Squadra               | Comp                  | Pres       | Reti       | Comp            | Pres            | Reti            | Comp               | Pres               | Reti               | Comp        | Pres        | Reti        | Pres   | Reti   |
| --------------------- | --------------------- | --------------------- | ---------- | ---------- | --------------- | --------------- | --------------- | ------------------ | ------------------ | ------------------ | ----------- | ----------- | ----------- | ------ | ------ |
| 2003-2004             | Fenerbahçe            | SL                    | 25         | 1          | TK              | 2               | 1               | -                  | -                  | -                  | -           | -           | -           | 27     | 2      |
| 2004-2005             | Fenerbahçe            | SL                    | 17         | 0          | TK              | 4               | 1               | UCL+CU             | 3+2                | 1+0                | -           | -           | -           | 26     | 2      |
| 2005-2006             | Fenerbahçe            | SL                    | 17         | 1          | TK              | 4               | 0               | UCL                | 5                  | 0                  | -           | -           | -           | 26     | 1      |
| 2006-2007             | Fenerbahçe            | SL                    | 6          | 1          | TK              | 0               | 0               | UCL+CU             | 0+2                | 0                  | -           | -           | -           | 8      | 1      |
| 2007-2008             | Fenerbahçe            | SL                    | 22         | 2          | TK              | 5               | 1               | UCL                | 5                  | 0                  | ST          | 1           | 0           | 33     | 3      |
| 2008-2009             | Fenerbahçe            | SL                    | 23         | 3          | TK              | 6               | 1               | UCL                | 8                  | 1                  | -           | -           | -           | 37     | 5      |
| 2009-2010             | Fenerbahçe            | SL                    | 21         | 1          | TK              | 8               | 0               | UEL                | 8                  | 0                  | ST          | 1           | 0           | 36     | 1      |
| 2010-2011             | Fenerbahçe            | SL                    | 18         | 1          | TK              | 2               | 0               | UCL+UEL            | 2+2                | 0                  | -           | -           | -           | 24     | 1      |
| 2011-2012             | Fenerbahçe            | SL                    | 22+6       | 0          | TK              | 2               | 1               | -                  | -                  | -                  | -           | -           | -           | 30     | 1      |
| 2012-2013             | Fenerbahçe            | SL                    | 13         | 1          | TK              | 8               | 1               | UCL+UEL            | 3+12               | 0                  | ST          | 0           | 0           | 36     | 2      |
| 2013-2014             | Fenerbahçe            | SL                    | 18         | 0          | TK              | 1               | 0               | UCL                | 3                  | 0                  | ST          | 0           | 0           | 22     | 0      |
| 2014-2015             | Fenerbahçe            | SL                    | 23         | 1          | TK              | 9               | 0               | -                  | -                  | -                  | ST          | 0           | 0           | 32     | 1      |
| Totale Fenerbahçe     | Totale Fenerbahçe     | Totale Fenerbahçe     | 225+6      | 12         |                 | 51              | 6               |                    | 55                 | 2                  |             | 2           | 0           | 339    | 20     |
| 2015-gen. 2016        | Wil                   | CL                    | 10         | 0          | CS              | 2               | 1               | -                  | -                  | -                  | -           | -           | -           | 12     | 1      |
| gen.-giu. 2016        | Gençlerbirliği        | SL                    | 16         | 2          | TK              | -               | -               | -                  | -                  | -                  | -           | -           | -           | 16     | 2      |
| 2016-2017             | Gençlerbirliği        | SL                    | 28         | 2          | TK              | 3               | 0               | -                  | -                  | -                  | -           | -           | -           | 31     | 2      |
| Totale Gençlerbirliği | Totale Gençlerbirliği | Totale Gençlerbirliği | 44         | 4          |                 | 3               | 0               |                    | -                  | -                  |             | -           | -           | 47     | 4      |
| 2017-2018             | Göztepe               | SL                    | 22         | 2          | TK              | 0               | 0               | -                  | -                  | -                  | -           | -           | -           | 22     | 2      |
| Totale carriera       | Totale carriera       | Totale carriera       | 307        | 18         |                 | 56              | 7               |                    | 55                 | 2                  |             | 2           | 0           | 420    | 27     |

### Cronologia presenze e reti in nazionale
| Cronologia completa delle presenze e delle reti in nazionale ― Turchia | Cronologia completa delle presenze e delle reti in nazionale ― Turchia | Cronologia completa delle presenze e delle reti in nazionale ― Turchia | Cronologia completa delle presenze e delle reti in nazionale ― Turchia | Cronologia completa delle presenze e delle reti in nazionale ― Turchia | Cronologia completa delle presenze e delle reti in nazionale ― Turchia | Cronologia completa delle presenze e delle reti in nazionale ― Turchia | Cronologia completa delle presenze e delle reti in nazionale ― Turchia |
| Data                                                                   | Città                                                                  | In casa                                                                | Risultato                                                              | Ospiti                                                                 | Competizione                                                           | Reti                                                                   | Note                                                                   |
| ---------------------------------------------------------------------- | ---------------------------------------------------------------------- | ---------------------------------------------------------------------- | ---------------------------------------------------------------------- | ---------------------------------------------------------------------- | ---------------------------------------------------------------------- | ---------------------------------------------------------------------- | ---------------------------------------------------------------------- |
| 19-6-2003                                                              | Saint-Etienne                                                          | Turchia                                                                | 2 – 1                                                                  | Stati Uniti                                                            | Conf. Cup 2003 - 1º turno                                              | -                                                                      |                                                                        |
| 21-6-2003                                                              | Saint-Denis                                                            | Camerun                                                                | 1 – 0                                                                  | Turchia                                                                | Conf. Cup 2003 - 1º turno                                              | -                                                                      |                                                                        |
| 23-6-2003                                                              | Saint-Étienne                                                          | Brasile                                                                | 2 – 2                                                                  | Turchia                                                                | Conf. Cup 2003 - 1º turno                                              | -                                                                      |                                                                        |
| 26-6-2003                                                              | Saint-Denis                                                            | Francia                                                                | 3 – 2                                                                  | Turchia                                                                | Conf. Cup 2003 - Semifinale                                            | -                                                                      | 85’                                                                    |
| 28-6-2003                                                              | Saint-Étienne                                                          | Colombia                                                               | 1 – 2                                                                  | Turchia                                                                | Conf. Cup 2003 - Finale 3º posto                                       | -                                                                      | 60’                                                                    |
| 20-8-2003                                                              | Ankara                                                                 | Turchia                                                                | 2 – 0                                                                  | Moldavia                                                               | Amichevole                                                             | -                                                                      | 46’                                                                    |
| 18-2-2004                                                              | Adana                                                                  | Turchia                                                                | 0 – 1                                                                  | Danimarca                                                              | Amichevole                                                             | -                                                                      | 46’                                                                    |
| 17-8-2005                                                              | Sofia                                                                  | Bulgaria                                                               | 3 – 1                                                                  | Turchia                                                                | Amichevole                                                             | -                                                                      | 78’                                                                    |
| 3-9-2005                                                               | Istanbul                                                               | Turchia                                                                | 2 – 2                                                                  | Danimarca                                                              | Qual. Mondiali 2006                                                    | -                                                                      | 54’                                                                    |
| 7-9-2005                                                               | Kiev                                                                   | Ucraina                                                                | 0 – 1                                                                  | Turchia                                                                | Qual. Mondiali 2006                                                    | -                                                                      |                                                                        |
| 8-10-2005                                                              | Istanbul                                                               | Turchia                                                                | 2 – 1                                                                  | Germania                                                               | Amichevole                                                             | -                                                                      | 85’                                                                    |
| 12-10-2005                                                             | Tirana                                                                 | Albania                                                                | 0 – 1                                                                  | Turchia                                                                | Qual. Mondiali 2006                                                    | -                                                                      |                                                                        |
| 12-11-2005                                                             | Berna                                                                  | Svizzera                                                               | 2 – 0                                                                  | Turchia                                                                | Qual. Mondiali 2006                                                    | -                                                                      |                                                                        |
| 16-11-2005                                                             | Istanbul                                                               | Turchia                                                                | 4 – 2                                                                  | Svizzera                                                               | Qual. Mondiali 2006                                                    | -                                                                      | 11’                                                                    |
| 12-4-2006                                                              | Baku                                                                   | Azerbaigian                                                            | 1 – 1                                                                  | Turchia                                                                | Amichevole                                                             | -                                                                      | cap. 70’                                                               |
| 26-3-2008                                                              | Minsk                                                                  | Bielorussia                                                            | 2 – 2                                                                  | Turchia                                                                | Amichevole                                                             | -                                                                      | 46’ 83’                                                                |
| 19-11-2008                                                             | Vienna                                                                 | Austria                                                                | 2 – 4                                                                  | Turchia                                                                | Amichevole                                                             | -                                                                      | 87’                                                                    |
| 22-5-2010                                                              | Harrison                                                               | Rep. Ceca                                                              | 1 – 2                                                                  | Turchia                                                                | Amichevole                                                             | -                                                                      | 77’                                                                    |
| 11-8-2010                                                              | Istanbul                                                               | Turchia                                                                | 2 – 0                                                                  | Romania                                                                | Amichevole                                                             | -                                                                      | 69’                                                                    |
| 7-9-2010                                                               | Istanbul                                                               | Turchia                                                                | 3 – 2                                                                  | Belgio                                                                 | Qual. Euro 2012                                                        | -                                                                      | 82’ 90+1’                                                              |
| 3-6-2011                                                               | Bruxelles                                                              | Belgio                                                                 | 1 – 1                                                                  | Turchia                                                                | Qual. Euro 2012                                                        | -                                                                      |                                                                        |
| 10-8-2011                                                              | Istanbul                                                               | Turchia                                                                | 3 – 0                                                                  | Estonia                                                                | Amichevole                                                             | -                                                                      | 71’                                                                    |
| 2-9-2011                                                               | Istanbul                                                               | Turchia                                                                | 2 – 1                                                                  | Kazakistan                                                             | Qual. Euro 2012                                                        | -                                                                      | 51’                                                                    |
| 6-9-2011                                                               | Vienna                                                                 | Austria                                                                | 0 – 0                                                                  | Turchia                                                                | Qual. Euro 2012                                                        | -                                                                      |                                                                        |
| 15-11-2011                                                             | Zagabria                                                               | Croazia                                                                | 0 – 0                                                                  | Turchia                                                                | Qual. Euro 2012                                                        | -                                                                      |                                                                        |
| Totale                                                                 |                                                                        | Presenze                                                               | 25                                                                     |                                                                        | Reti                                                                   | 0                                                                      |                                                                        |

## Palmarès

### Club

#### Competizioni nazionali
- Campionato turco: 5

Fenerbahçe: 2003-2004, 2004-2005, 2006-2007, 2010-2011, 2013-2014
- Supercoppa di Turchia: 3

Fenerbahçe: 2007, 2009, 2014
- Coppa di Turchia: 2

Fenerbahçe: 2011-2012, 2012-2013